# Peter Bredal (dansk admiral)
 For alternative betydninger, se Peter Bredal. (Se også artikler, som begynder med Peter Bredal)
Peter Jensen Bredal født i Ditmarsken (?), død 14.12.1658 ved Sønderborg var en dansk søofficer. Han var gift første gang med Annicke Gillesdatter, (1630-1653) og anden gang gift med Helvig Hansdatter der overlevede ham.
Peter Bredal begyndte sin karriere i søetaten som matros og udnævntes 1640 til kaptajn. 12.-14.9. 1657 deltog han under Henrik Bielke i søkampene ved Møn og Falsterbo.
Samme efterår blev han chef for en eskadre på fire skibe som bestod af Samson (40), Svenske Løve (36), Svenske Lam (34), og Emanuel (20-26). I november blev Bredals eskadre beordret til at overvintre i Nyborg. H Med denne eskadre frøs han inde på Nyborg Fjord hvor han 2.-5.2.1658 blev angrebet af svenskerne over isen samtidig med at skibene blev beskudt fra Nyborg Fæstning der var besat af fjenden. Gennem et tappert forsvar lykkedes det ham at få sine skibe iset ud af fjorden og sejle uskadt til København.
20. juli 1658 blev han udnævnt til viceadmiral. Under Anden Karl Gustav-krig hvor svenskerne belejrede København udmærkede han sig igen, da han sammen med admiral Niels Helt i august 1658 gik ud i Kalveboderne med nogle skøtbåde for at ødelægge de af fjenden til angreb på Amager samlede skibe. Det lykkedes dem at opbrænde to galioter og føre nitten skuder og fire pramme med sig tilbage til København som krigsbytte.
I oktober samme år var han chef for orlogsskibet Tre Løver i admiral Bielkes eskadre der sendtes ud for at møde den hollandske flåde i Sundet. I november 1658 sendtes han med en eskadre på fire skibe til Sønderjyllands kyst for at dække overførslen af kurfyrsten af Brandenburgs hjælpetropper og assisterede ved erobringen af Als. I forbindelse med angrebet på Sønderborg Slot blev Bredal hårdt såret under entring af et svensk skib og døde kort tid efter.